# Лауніупоко (Гаваї)
Лауніупоко (англ. Launiupoko) — переписна місцевість (CDP) в США, в окрузі Мауї штату Гаваї. Населення — 688 осіб (2020).

## Географія
Лауніупоко розташоване за координатами 20°51′16″ пн. ш. 156°38′33″ зх. д. / 20.85444° пн. ш. 156.64250° зх. д. (20.854352, -156.642490).  За даними Бюро перепису населення США в 2010 році переписна місцевість мала площу 13,81 км², з яких 13,80 км² — суходіл та 0,02 км² — водойми.

## Демографія
Згідно з переписом 2010 року, у переписній місцевості мешкало 588 осіб у 216 домогосподарствах у складі 160 родин. Густота населення становила 43 особи/км².  Було 287 помешкань (21/км²).
Расовий склад населення:
| - 72,6 % — білих - 7,8 % — азіатів - 3,9 % — вихідців з тихоокеанських островів - 0,9 % — чорних або афроамериканців - 0,3 % — корінних американців - 2,2 % — осіб інших рас |

До двох чи більше рас належало 12,2 %. Частка іспаномовних становила 10,4 % від усіх жителів.
За віковим діапазоном населення розподілялося таким чином: 23,3 % — особи молодші 18 років, 67,7 % — особи у віці 18—64 років, 9,0 % — особи у віці 65 років та старші. Медіана віку мешканця становила 42,6 року. На 100 осіб жіночої статі у переписній місцевості припадало 86,1 чоловіків;  на 100 жінок у віці від 18 років та старших — 94,4 чоловіків також старших 18 років.
Середній дохід на одне домашнє господарство  становив 236 674 долари США (медіана — 124 167), а середній дохід на одну сім'ю — 282 660 доларів (медіана — 131 250). За межею бідності перебувало 3,4 % осіб, у тому числі 0,0 % дітей у віці до 18 років та 0,0 % осіб у віці 65 років та старших.
Цивільне працевлаштоване населення становило 308 осіб. Основні галузі зайнятості: мистецтво, розваги та відпочинок — 22,4 %, освіта, охорона здоров'я та соціальна допомога — 16,9 %, фінанси, страхування та нерухомість — 14,3 %.